# 大町陽一郎
大町 陽一郎（おおまち よういちろう、1931年8月22日 - 2022年2月18日）は、日本の指揮者。東京芸術大学名誉教授。

## 略歴
東京都生まれ。父は旭物産合資会社（後の旭光学工業）の社長を務めた大町弘蔵、祖父は陸軍主計少将　の大町豊五郎、曽祖父は医師の大町淳信で、典薬寮に仕えたこともある地下家の医師の家系であった。
少年時代、作曲家の呉泰次郎が開いていた音楽私塾で音楽理論、作曲法、指揮法の手ほどきを受ける。旧制成城高等学校を経て、東京芸術大学作曲科に入学するも、指揮への興味が募り、指揮法を渡邊暁雄、クルト・ヴェスに師事。その後、ウィーン国立音楽大学指揮科に入学し、指揮をハンス・スワロフスキー、フランコ・フェラーラに師事。カール・ベーム、ヘルベルト・フォン・カラヤンの薫陶を受ける。
1960年、ヨーロッパでの修行中に出会ったドイツ人のインゲボルグと結婚し、のちに二男を授かる。
1968年、ドルトムント市立歌劇団の専属指揮者。数多くのオペラ、オペレッタ、バレエの公演を手掛ける。
1980年2月、日本人として初めてウィーン国立歌劇場に登場。同年8月にはクリーヴランド管弦楽団を指揮してアメリカデビューも果たし、1982年から1984年までウィーン国立歌劇場の専属指揮者として活躍する。
1992年には日中修好20周年記念公演として上海歌劇院より招かれ、中国人のみによる『トゥーランドット』を上演。さらに1995年、1996年にも北京中央歌劇院で中国人のみの『トゥーランドット』を指揮し、同歌劇院の芸術名誉顧問となる。
オペラ指揮者として、ベルリン国立歌劇場、プラハ・スメタナ国立歌劇場、ブラティスラヴァ国立歌劇場などに客演。コンサートでは、ベルリン・フィルハーモニー管弦楽団、ウィーン交響楽団、北ドイツ放送交響楽団、ベルギー国立放送管弦楽団（現：
ブリュッセル・フィルハーモニック）などを指揮。
1980年代にケルンの日本文化会館館長として両国の文化交流を担当。1990年代にはソニー音楽財団主催の東京国際オーボエコンクールの審査員を数回に亘って務めた。
教育の現場では、東京芸術大学オペラ科教授を務め、後に東京芸術大学名誉教授となった。
2022年2月18日、老衰のため東京都内の高齢者施設で死去。90歳没。

## シュトラウスの名人
オペラの指揮を多く手がけた。シュトラウス・ファミリーの音楽にも造詣が深く、日本ヨハン・シュトラウス協会の設立にも携わり、またウィーン・フォルクスオパー管弦楽団や九州交響楽団を指揮してウィンナ・ワルツを録音した。中でも、フォルクスオーパーを指揮した録音は、出色の企画である。
当時のウィンナワルツは、本場性が重視されるご当地音楽のイメージが強く、ドイツを含めたハプスブルク帝国以外の出身者が指揮した国内盤ウィンナワルツ・アルバムは、当時アーサー・フィードラー、ジョン・バルビローリ、レナード・バーンスタインのものしかなかった。この事は、さまざまな国の指揮者が交代でウィーンのニューイヤーコンサートを指揮するようになった現代のウィンナ・ワルツ事情を先取りしていたともいえる。
また、この録音はLP盤2枚相当の分量を3種類のLP盤に編集して分売するという風変わりな販売方法が取られた。
他の録音では、NHKの名曲アルバムや、アントン・ブルックナーの交響曲第8番などがある。

## 家族
- 妻：インゲボルグ - ドイツ出身、父親はピアニスト[4]。大町インゲボルグ[9]、インゲボルグ大町[10]の名義で文化人として活動した。
- 長男：頼風（らいふう）[6]
- 次男：頼示（らいし）[6]

## 主なポスト
《主な出典：》
- 1961年から1974年まで、東京フィルハーモニー交響楽団常任指揮者[注釈 8]
- 1968年からドルトムント市立歌劇団（英語版）の専属指揮者
- 1980年に日本人として初めてウィーン国立歌劇場にて指揮
- 1982年から1984年まで、ウィーン国立歌劇場専属指揮者
- 東京フィルハーモニー交響楽団音楽顧問（1974年 - 1999年）、専任指揮者（1999年 - 2015年）、名誉指揮者（2015年 - 2022年）
- ドイツ・ヨハン・シュトラウス協会（独: Deutsche Johann Strauss Gesellschaft）名誉会員

## 作曲
- 第一交響楽
- ワルツ「少年の夢」
- 成城大学漕艇部 部歌[注釈 9]

## 著書
- 『クラシック音楽のすすめ』講談社現代新書、1965年
- 『楽譜の余白にちょっと』新潮社、1981年
- 『ボスは父親なんだ』妻・大町インゲボルグとの共著 電通、1992年
- 『クラシック音楽を楽しもう!』角川oneテーマ21、2004年